# Üçdamlar, Oğuzeli
Üçdamlar là một xã thuộc huyện Oğuzeli, tỉnh Gaziantep, Thổ Nhĩ Kỳ. Dân số thời điểm năm 2011 là 85 người.